# British Astronomical Association
La British Astronomical Association o BAA (en català, Associació Astronòmica Britànica), és una associació científica britànica dedicada a l'astronomia, fundada l'any 1890, i que inclou entre els seus socis tant a astrònoms com a simples apassionats a l'astronomia. Entre els seus fundadors es troba Edward Maunder (1851-1928), un destacat astrònom especialitzat en els cicles de les taques solars, i John Ellard Gore.
La BAA es va fundar a l'octubre de 1890 amb l'objectiu de donar suport als astrònoms aficionats del Regne Unit. En molts sentits, és l'equivalent de la Royal Astronomical Society, que dona suport principalment als observadors professionals, compartint les dues organitzacions durant molt de temps les mateixes premisses. La primera idea sobre aquesta organització va ser proposada públicament per l'astrònom irlandès William H. S. Monck en una carta publicada a la revista The English Mechanic.
L'astrònom anglès Edward Maunder, el seu germà Frid Maunder, i William Maw van tenir un destacat paper en la fundació de l'Associació. La primera reunió de l'Associació es va dur a terme el 24 d'octubre de 1890, amb la presència de 60 dels 283 membres iniciales. Inicialment, es va decidir organitzar l'Associació provisionalment mitjançant un Consell3 de 48 membres, que incloïa a quatre dones: Margaret Huggins, Elizabeth Brown, Agnes Clerke i Agnes Giberne.
La societat va formar diverses seccions d'observació per temes d'astronomia especialitzats. Elizabeth Brown, possiblement l'única dona a Anglaterra en aquella època que posseïa el seu propi observatori, es va convertir en cap de la Secció Solar.2 L'Associació es disposava de diversos instruments astronòmics que havien estat llegats, però no tenia els fons necessaris per construir el seu propi observatori. No obstant això, amb el pas del temps, fins a un total de 477 instruments han estat adquirits durant els primers 117 anys de vida de la Asociación.
L'Associació celebrava reunions mensuals a Londres, però també va establir algunes delegacions regionals per atendre els membres que no podien acudir-hi. La primera va ser la Delegació del Nord-oest, amb seu a Manchester. La segona Delegació es va establir a Escòcia el 1894, amb seu a Glasgow. Actualment la BAA edita una revista, The Journal, un almanac i un butlletí enviat per correu electrònic.